# ウィリアム・J・ライリー
ウィリアム・J・ライリー（William J. Reilly、1899年3月6日 - 1970年11月17日）は、アメリカ合衆国の経済学者、大学講師、著作家で、彼にちなんで名付けられたライリーの小売引力の法則 (Reilly's law of retail gravitation) によって最もよく知られた。

## 経歴
ピッツバーグ生まれ。1921年にカーネギー工科大学を卒業し、1927年にはシカゴ大学からPh.D.を取得した。
1925年から1927年にかけてプロクター・アンド・ギャンブルで市場調査スタッフといて働き、次いでテキサス大学でマーケティングを担当する准教授として教壇に立ち、その後エリクソン社の調査部門責任者を務めた。
1931年に発表した『The Law of Retail Gravitation』では、万有引力の法則を流用した小売引力モデルを提唱し、これは「ライリーの小売引力の法則」として広く知られるようになった。
ライリーは1932年に National Institute for Straight Thinking という団体を創設して自らその代表となり、以降、マーケティング、哲学、経済学など様々な分野で著作を発表した。
1937年から1939年にかけてタウンゼント広告研究所 (Townsend Advertising Research Institute) の所長を務めたほか、経営コンサルタントとして様々な会社の役職に名を連ねた。

## おもな著書
- Marketing Investigations, 1929[2]
- The Law of Retail Gravitation, 1931[4]
- Effects of the advertising agency commission system, 1931[3]
- Successful Human Relations, 1942
  - 日本語訳：（福原誠一 訳）対人関係で成功する法（ライリー選集2）、白揚社、1956年
- The Law of Intelligent Action, 1945
  - 日本語訳：（福原誠一 訳）人を知性的にする法則（ライリー選集3）、白揚社、1956年
- The Twelve Rules For Straight Thinking, 1947
  - 日本語訳：（松山高彦 訳）ストレイト・スィンキング、同文館、1956年
- How to Avoid Work, 1949
  - 日本語訳：（福原誠一 訳）イヤな仕事はやらないで済ませられる（ライリー選集1）、白揚社、1956年
- How To Get What You Want Out Of Life, 1987
- In Search of a Working Philosophy of Life, 2011